# 富士见桥
富士見橋（FIGIMI BRIDGE, DALNY.）是跨越馬欄河、满洲國關東州大連市沙河口区郊外的道路橋。

## 概要
1931年11月，富士见桥进行改修工事，1932年3月竣工，投入经费1288日元。

## 隣橋
（上游）（馬欄河）水道橋～富士見橋（下游）

## 脚注
1. ↑  .   [2014-08-19]. （原始内容存档于2016-03-04）.